# Auregnais
L’auregnais ou aurignais (en auregnais aoeur'gnais/auregnais et en anglais Auregnais) est le dialecte normand autrefois utilisé sur l'île anglo-normande d'Aurigny.
Même mort, il existe toujours dans beaucoup, si ce n'est pas la plupart, des noms de lieux. Un ou deux mots subsistent dans l'anglais local, e.g. vraic (varech) et la prononciation de certains noms locaux, e.g. Dupont et Simon dits Dippoh et Sumon plutôt que la façon standard parisienne.
Il y avait un nombre de raisons pour sa disparition. L'afflux de travailleurs du Royaume-Uni employés par le gouvernement britannique dans la construction avortée du projet de port et autres fortifications, plus le stationnement d'une importante garnison britannique parmi la faible population, ont conduit à une situation dans laquelle, comme le fit remarquer le journal guernesiais Le Bailliage en 1880, les enfants avaient cessé de parler la langue entre eux. Il est dit que l'évacuation de presque tous les Aurignais autochtones vers le continent britannique pendant la Seconde Guerre mondiale (l'île a été occupée et lourdement fortifiée par les Allemands) a été un élément majeur dans la perte finale de la langue orale.
Une autre raison fut la négligence, la négligence officielle, surtout dans le secteur de l'éducation, puisque le dialecte n'était pas du tout enseigné. Il a fort souffert ces dernières années à la suite d'un large afflux d'exilés fuyant la taxe et venus d'Angleterre qui ont déménagé sur l'île, puisque Aurigny est un paradis fiscal.
Le français cessa d'être une langue officielle en 1966 sur l'île. Il est notable que le français utilisé dans les îles Anglo-Normandes diffère fort du normand vernaculaire.
Très peu d'auregnais survit à l'écrit. Il était proche du guernesiais (de Guernesey), du jersiais (de Jersey), du sercquiais (de Sercq), dialectes des îles voisines, comme du normand continental sur le continent européen.